# Pokémon: los secretos de la selva
La película Pokémon: Los secretos de la selva (劇場版ポケットモンスター ココ Gekijō-ban Poketto Monsutā Koko?, lit. Pokémon la película: Koko), conocida en inglés como Pokémon the Movie: Secrets of the Jungle, es una película de anime japonesa de 2020 basada en la franquicia de medios Pokémon y producida por OLM.
Es la vigésimo tercera película del universo Pokémon y la primera película de la Generación VIII. La película vuelve al estilo de arte 2D tradicional de la serie en lugar de utilizar la animación CGI utilizada en Mewtwo Strikes Back: Evolution. Cuenta con el nuevo Pokémon singular de la generación VIII, Zarude, así como un Celebi variocolor. La película fue estrenada el 25 de diciembre de 2020 en Japón. La fecha de lanzamiento original del 10 de julio de 2020 se retrasó debido a la pandemia de COVID-19 en Japón. Se estrenó internacionalmente, a excepción de Japón, Corea y China, el 8 de octubre de 2021 en Netflix.
Desde el 2020, esta parece ser la última película animada de la franquicia ya que The Pokémon Company no ha tenido el interés en realizar algún nuevo largometraje.

## Personajes
Ash Ketchum (サトシ Satoshi?)
 Seiyū: Rica Matsumoto
Pikachu (ピカチュウ?)
 Seiyū: Ikue Ohtani
Koko (ココ?)
 Seiyū: Moka Kamishiraishi
Zarude (ザルード Zarūdo?)
 Seiyū: Nakamura Kankurō VI
Dr. Zed (ゼッド博士 Zeddo hakase?)
 Seiyū: Kōichi Yamadera
Karen (カレン?)
 Seiyū: Shōko Nakagawa
Jessie (ムサシ Musashi?)
 Seiyū: Megumi Hayashibara

## Música
Pokémon the Movie: Koko Music Collection (en japonés: 「劇場版 ポ ケ ッ ト モ ン ス タ ー コ コ」 ミ ュ ー ジ ッ ク コ レ ク シ ョ ン) es la banda sonora oficial de la película que se estrenó en Japón el 23 de diciembre de 2020. Koko de Beverly es el tema de apertura japonés de la película. Pokémon the Movie: Koko Theme Song Collection (en japonés: 「劇場版 ポ ケ ッ ト モ ン ス タ ー コ コ」 テ ー マ ソ ン グ 集), el álbum para el tema de apertura también se lanzó el 23 de diciembre de 2020.
La película tiene 6 canciones, todas escritos por Taiiku Okazaki; esta es la primera vez que una película de Pokémon tiene varias canciones, todas escritas por el mismo artista.

## Estreno
La película se estrenó el 25 de diciembre de 2020 en Japón. La fecha de estreno original era el 10 de julio de 2020, pero fue retrasada debido a la pandemia de COVID-19 en Japón.